# بوشکو سیمونوویچ
بوشکو سیمونوویچ (انگلیسی: Boško Simonović؛ ۱۲ فوریهٔ ۱۸۹۸ – ۵ اوت ۱۹۶۵) بازیکن و مربی فوتبال اهل یوگسلاوی بود.
از باشگاه‌هایی که در آن بازی کرده‌است می‌توان به باشگاه فوتبال بئوگراد اشاره کرد.